# Roberts Krūzbergs
Roberts Krūzbergs (ur. 18 kwietnia 2001 w Windawie) – łotewski łyżwiarz szybki specjalizujący się w short tracku, olimpijczyk z Pekinu 2022.

## Wyniki

### Igrzyska olimpijskie
- Pekin 2022
  - 500 m - 9. miejsce
  - 1000 m - 20. miejsce
  - 1500 m - 26. miejsce

### Mistrzostwa świata
- Sofia 2019
  - 500 m - 37. miejsce
  - 1000 m - 13. miejsce
  - 1500 m - 36. miejsce
  - wielobój - 27. miejsce
- Dordrecht 2021
  - 500 m - 35. miejsce
  - 1000 m - 15. miejsce
  - 1500 m - 45. miejsce
  - wielobój - 34. miejsce

### Mistrzostwa Europy
- Dordrecht 2019
  - 500 m - 45. miejsce
  - 1000 m - 21. miejsce
  - 1500 m - 30. miejsce
  - wielobój - 30. miejsce
  - sztafeta mężczyzn 5000 m - 7. miejsce
- Debreczyn 2020
  - 500 m - 16. miejsce
  - 1000 m - 8. miejsce
  - 1500 m - 16. miejsce
  - wielobój - 12. miejsce
  - sztafeta mężczyzn 5000 m - 12. miejsce
- Gdańsk 2021
  - 500 m - 46. miejsce
  - 1000 m - 9. miejsce
  - 1500 m - 17. miejsce
  - wielobój - 24. miejsce
  - sztafeta mężczyzn 5000 m - 7. miejsce

### Mistrzostwa świata juniorów
- Tomaszów Mazowiecki 2018
  - 500 m - 22. miejsce
  - 1000 m - 25. miejsce
  - 1500 m - 24. miejsce
  - wielobój - 19. miejsce
- Montreal 2019
  - 500 m - 23. miejsce
  - 1000 m - 17. miejsce
  - 1500 m - 15. miejsce
- Bormio 2020
  - 500 m - 16. miejsce
  - 1000 m - 10. miejsce
  - 1500 m - 5. miejsce